# El Grullo, Jalisco
El Grullo är en kommunhuvudort i Mexiko.   Den ligger i kommunen El Grullo och delstaten Jalisco, i den södra delen av landet, 500 km väster om huvudstaden Mexico City. El Grullo ligger 878 meter över havet och antalet invånare är 21 031.
Terrängen runt El Grullo är kuperad norrut, men söderut är den platt. Runt El Grullo är det ganska tätbefolkat, med 129 invånare per kvadratkilometer. Närmaste större samhälle är Autlán de Navarro, 16,1 km väster om El Grullo. Trakten runt El Grullo består till största delen av jordbruksmark.